# Edmonton... et comment s'y rendre
Pour plus de détails, voir Fiche technique et Distribution.
Edmonton... et comment s'y rendre (Going the Distance) est un film canadien réalisé par Paul Cowan, sorti en 1979.

## Synopsis
Ce documentaire suit les Jeux du Commonwealth de 1978 qui se sont tenus à Edmonton au Canada.

## Fiche technique
- Titre : Edmonton... et comment s'y rendre
- Titre original : Going the Distance
- Réalisation : Paul Cowan
- Scénario : Paul Cowan
- Photographie : Paul Cowan, Georges Dufaux, Pierre Letarte, Jorge Montesi et Tony Westman
- Montage : Paul Cowan, Steven Kellar, Jeepy Macadam et Rosemarie Shapley
- Production : Jacques Bobet et Robert Verrall (producteurs exécutifs)
- Société de production : Office national du film du Canada
- Pays :  Canada
- Genre : Documentaire
- Durée : 90 minutes
- Dates de sortie : 
  -  Canada : 25 mai 1979

## Distinctions
Le film a été nommé à l'Oscar du meilleur film documentaire.